# Riitta Uosukainen
Riitta Maria Uosukainen z domu Vainikka (ur. 18 czerwca 1942 w Jääski) – fińska polityk, nauczycielka i samorządowiec, działaczka Partii Koalicji Narodowej, od 1991 do 1994 minister edukacji, w latach 1994–2003 z krótkimi przerwami przewodnicząca Eduskunty.

## Życiorys
Absolwentka filozofii. Pracowała w wydawnictwie, później związana ze szkolnictwem, w drugiej połowie lat 70. zatrudniona na Uniwersytecie w Joensuu. Zaangażowała się w działalność polityczną w ramach Partii Koalicji Narodowej. W latach 1977–1992 zasiadała w radzie miejskiej Imatry, od 1981 do 1986 pełniła funkcję jej wiceprzewodniczącej. W latach 1980–1984 wchodziła równocześnie w skład władz regionu Karelia Południowa.
W 1983 po raz pierwszy uzyskała mandat posłanki do fińskiego parlamentu. Z powodzeniem ubiegała się o reelekcję w 1987, 1991, 1995 i 1999, zasiadając w Eduskuncie do 2003. Od kwietnia 1991 do lutego 1994 sprawowała urząd ministra edukacji w rządzie, na czele którego stał Esko Aho. Trzykrotnie była przewodniczącą fińskiego parlamentu, funkcję tę pełniła od lutego 1994 do marca 1995, od kwietnia 1995 do marca 1999, od kwietnia 1999 do marca 2003.
W 2000 kandydowała w wyborach prezydenckich. W pierwszej turze głosowania otrzymała 12,8% głosów, zajmując 3. miejsce wśród 7 kandydatów. W 2003 zrezygnowała z aktywności politycznej.